# آن تي ليو
آن تي ليو هو فنان ومهندس معماري كندي، ولد في 1967 في تاينان في تايوان.